# HSBC Bank Building
Le Marine Midland Building (également connu sous le nom de HSBC Bank Building) est un gratte-ciel de 52 étages, situé au 140 Broadway dans le quartier financier de Manhattan, à New York. 
Le bâtiment, achevé en 1967, mesure 209,7 m de hauteur.
Un attentat à la bombe a eu lieu au 8e étage, le 20 août 1969, blessant 20 personnes.